# Роудс, Коди
Ко́ди Га́ррет Ра́ннелс Ро́удс (англ. Cody Garrett Runnels Rhodes, при рождении Ра́ннелс (англ. Runnels), род. 30 июня 1985, Мариетта, Джорджия) — американский рестлер, выступающий в WWE на бренде SmackDown. Двукратный Неоспоримый Чемпион WWE, действующий обладатель титула.
Роудс также известен по работе в All Elite Wrestling (AEW), где он занимал должность исполнительного вице-президента и был первым и трёхкратным чемпионом TNT AEW.
Роудс стал известен во время работы в WWE с 2006 по 2016 год, где он выступал под своим настоящим именем, а также в образе Ста́рдаста (англ. Stardust) — гротескным спин-оффом персонажа своего сводного брата Голдаста. Роудс также выступал в других рестлинг-промоушенах, таких как Total Nonstop Action Wrestling (TNA), Ring of Honor (ROH) и New Japan Pro-Wrestling (NJPW). Вне рестлинга он был судьёй в соревновательном телешоу Go-Big Show и вместе со своей женой Брэнди Роудс участвовал в реалити-шоу Rhodes To The Top.
Роудс — сын рестлера Дасти Роудса и единокровный брат Дастина Роудса. После карьеры в борьбе, в результате которой он стал двукратным чемпионом штата Джорджия, он пошёл по стопам отца и старшего брата в рестлинге и присоединился к WWE в 2006 году, первоначально получив место в Ohio Valley Wrestling (OVW). Став чемпионом Тройной короны в OVW, он был переведён в основной ростер WWE в 2007 году и оставался там в течение девяти лет, выступая под своим настоящим именем, а позже под псевдонимом Стардаст. За время работы в WWE Роудс стал двукратным интерконтинентальным чемпионом WWE и был активным командным рестлером, выиграв шесть титулов командного чемпиона с четырьмя разными партнёрами. Роудс покинул WWE после того, как попросил об увольнении в мае 2016 года.
После ухода из WWE Роудс начал выступать на независимой сцене, а также несколько раз появлялся в TNA; он выступал под сокращённым именем Коди, поскольку WWE владело именем «Коди Роудс» до 2020 года. В сентябре 2017 года Роудс выступал в ROH, где стал однократным чемпионом мира ROH. Позже он стал однократным чемпионом Соединённых Штатов IWGP в тяжёлом весе. В сентябре 2018 года он завоевал титул чемпиона мира в тяжёлом весе NWA (благодаря партнёрству ROH с National Wrestling Alliance), причём он и Дасти Роудс стали первыми отцом и сыном, завоевавшими этот титул. В общей сложности в WWE, AEW, NWA, ROH и NJPW Роудс завоевал 15 чемпионских титулов (включая два мировых титула).
В январе 2019 года Роудс был представлен в качестве исполнительного вице-президента новообразованной компании All Elite Wrestling (AEW), где он также выступал в качестве рестлера. Во время своей работы в AEW он стал первым в истории чемпионом TNT AEW, завоевав титул в первый раз в мае 2020 года, во второй раз в октябре 2020 года и в третий раз в декабре 2021 года, став первым в истории 3-кратным чемпионом TNT в All Elite Wrestling. После неудачи в переговорах о новом контракте, Роудс отказался от должности вице-президента и вместе с женой покинул AEW в феврале 2022 года. Он вернулся в WWE на WrestleMania 38 в апреле того же года. В январе 2023 на Royal Rumble Роудс вернулся после травмы руки и выиграл матч «Королевская битва», которую также выиграл в 2024 году. На WrestleMania XL Роудс завоевал свой первый титул чемпиона мира WWE, завершив чемпионство Романа Рейнса, длившееся 1 316 дней, и став чемпионом Тройной короны WWE. Спустя 378 дней, на WrestleMania 41 он проиграл титул Джону Сине. В июне 2025 года Роудс стал победителем турнира «Король ринга».

## Ранняя жизнь
Раннелс начал успешную карьеру борца во время учёбы в средней школе Ласситер в Мариетте, Джорджия. Он стал шестым в категории до 78 кг. Будучи юниором Раннелс выиграл титул штата Джорджия в категории до 86 кг в 2003 году, и успешно защитил его в 2004 году. Коди планировал продолжить заниматься борьбой в Пенсильванском университете, однако предпочёл борьбе карьеру рестлера. Во время учёбы он уже не понаслышке знал о данном спорте, поскольку раньше Раннелс часто участвовал в качестве рефери во время матчей отца на Turnbuckle Championship Wrestling.

## Карьера в рестлинге

### World Wrestling Entertainment / WWE (2006—2016)

#### Ohio Valley Wrestling (2006—2007)

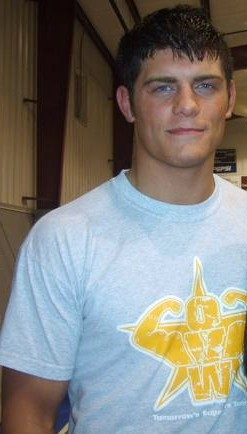
Раннелс во время пребывания в Ohio Valley Wrestling (OVW) в 2007 году

Роудс приписывает своему отцу Дасти Роудсу начало обучения его рестлингу, когда ему было всего 12 лет. Это обучение ограничивалось в основном простыми основами и принятием ударов. Затем его тренировками занимались Эл Сноу, Дэнни Дэвис, Рэнди Ортон и Рикки Мортон. Он начал выступать в Ohio Valley Wrestling (OVW) в мае 2006 года под именем Коди Раннелс. В середине августа 2006 года Раннелс сформировал команду с Шоном Спирсом и дважды выиграл южное командное чемпионство OVW. Он также выиграл чемпионство OVW в тяжёлом весе и телевизионное чемпионство OVW.

#### Команда с Хардкором Холли (2007—2008)
На эпизоде Raw от 2 июля 2007 года Раннелс дебютировал на телевидении, используя фамилию своей семьи — Роудс — в закулисной сцене с участием своего отца Дасти Роудса и Рэнди Ортона, где Ортон представил себя Роудсом, а затем дал пощёчину Дасти в знак неуважения. Коди Роудс дебютировал на ринге, проиграв Рэнди Ортону 16 июля 2007 года в эпизоде Raw. Коди Роудс появился на The Great American Bash, чтобы помешать Ортону избивать его отца. На следующий вечер на Raw Роудс вызвал Ортона на матч-реванш, который состоялся на следующей неделе, но снова проиграл. После этого Ортон избил Дасти Роудса.

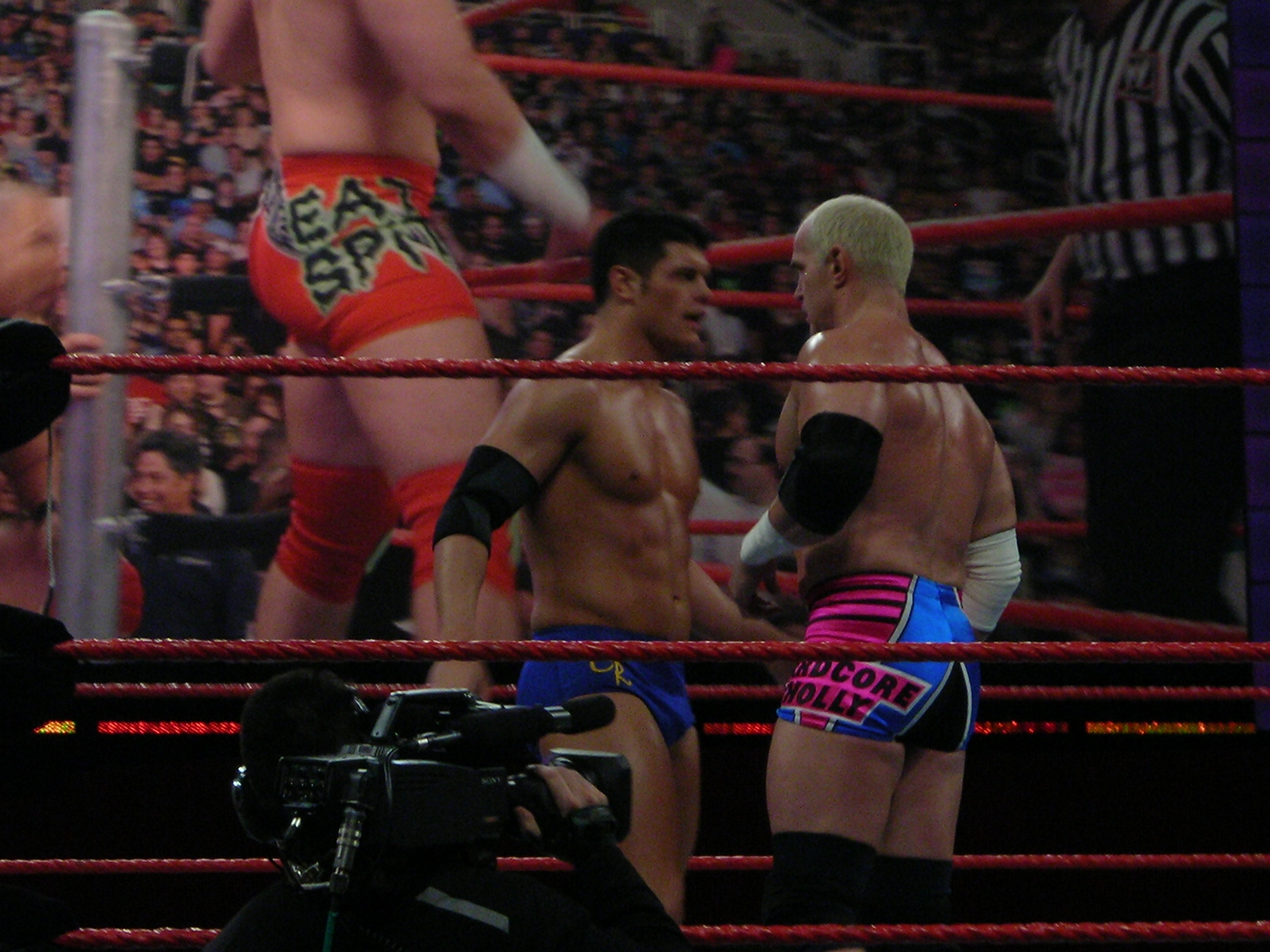
Роудс (слева) со своим партнёром по команде Хардкором Холли в феврале 2008 года

В сентябре он начал вражду с Хардкором Холли и проиграл ему три матча подряд. Позже они стали работать в команде и победили Лэнса Кейда и Тревора Мёрдока на специальном выпуске к 15-летию Raw в матче за титул командных чемпионов мира, что стало первым чемпионством Роудса в WWE.
В мае 2008 года Тед Дибиаси начал враждовать с дуэтом, угрожая забрать их титулы в своём первом матче на Raw. На Night of Champions 29 июня Роудс ополчился против Холли, став партнёром Теда Дибиаси, чтобы помочь ему выиграть матч, после чего стал двукратным командным чемпионом мира.

#### «Наследие» (2008—2010)

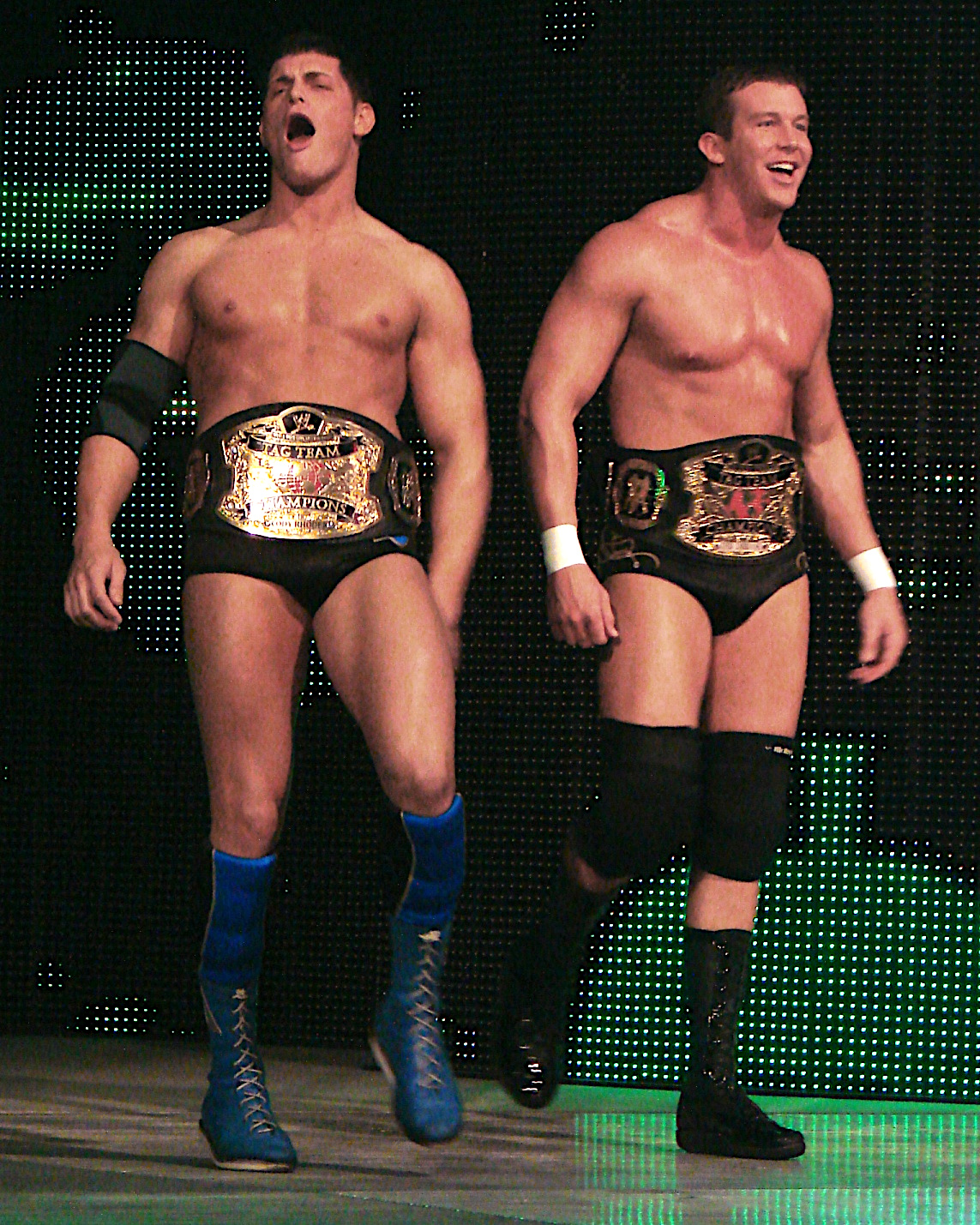
Роудс (слева) и его партнёр по команде Тед Дибиаси в качестве командных чемпионом мира в августе 2008 года

Продержав командное чемпионство мира чуть больше месяца, они уступили его Джону Сине и Батисте в эпизоде Raw 4 августа 2008 года, но на следующей неделе вернули его себе. В сентябре к Роудсу и Дибиаси присоединился Ману, сын Афы Аноа’и, образовав группировку из потомственных рестлеров. На шоу Raw 27 октября Роудс и Дибиаси проиграли командное чемпионство мира Кофи Кингстону и Си Эм Панку.
В ноябре они начали сюжетную линию с Ортоном, и на Survivor Series Роудс вместе с Ортоном остались выжившим в традиционном матче Survivor Series. Втроём с Ортоном они создали группировку под названием «Наследие».
В составе «Наследия» Роудс участвовал в матче «Королевская битва», чтобы помочь Ортону победить, и продержался до финальной тройки, после чего был выброшен Трипл Эйчем. Роудс и Дибиаси стали участниками соперничества Ортона с семьёй Макмэн, помогая ему нападать на Шейна и Стефани Макмэн, а также на мужа Стефани, Трипл Эйча. 26 апреля на Backlash Роудс, Дибиаси и Ортон победили Трипл Эйча, Батисту и Шейна Макмэна в командном матче, в результате которого, согласно предматчевому условию, Ортон стал чемпионом WWE. В июне Роудс получил небольшую травму шеи, но продолжал работать.

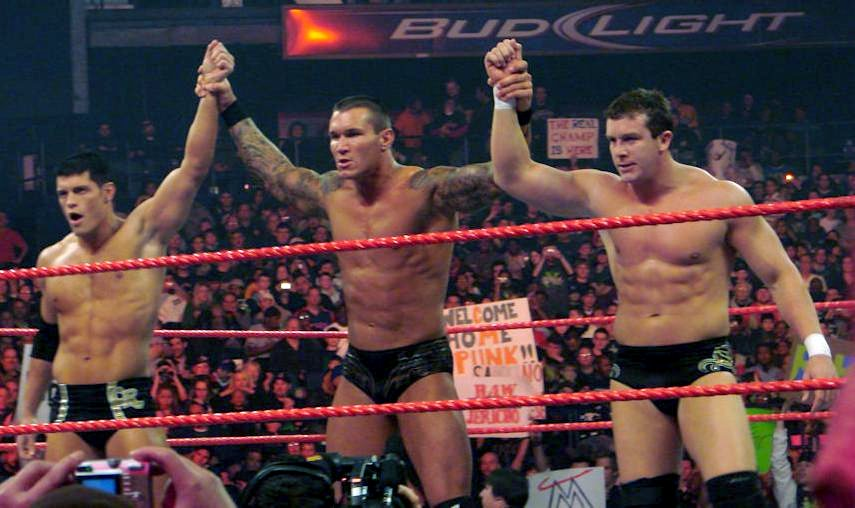
«Наследие» в 2009 году (слева направо): Роудс, Рэнди Ортон и Тед Дибиаси

В середине 2009 года Роудс и Дибиаси продолжали соревноваться с соперниками Ортона и нападать на них, особенно на Трипл Эйча. Это привело к тому, что Трипл Эйч реформировал D-Generation X (DX) с Шоном Майклзом, и DX победили Роудса и Дибиаси на SummerSlam. Роудс и Дибиаси победили DX на следующем PPV-шоу, Breaking Point, в матче болевых, но были побеждены в матче на Hell in a Cell в октябре, когда Роудс был удержан после удара кувалдой по голове. Роудс представлял команду Raw на первом турнире Bragging Rights в октябре, неохотно объединившись с DX. Матч выиграла команда SmackDown. На Survivor Series, оказав помощь Ортону в его вражде с Кофи Кингстоном, вместе с Дибиаси вошёл в команду Ортона (против команды Кингстона). В итоге Кингстон устранил Ортона в матче, став единственным выжившим.
Напряжение внутри «Наследия» стало очевидным на Royal Rumble 2010 года, когда Роудс попытался вмешаться в матч Ортона за звание чемпиона WWE. Роудс был пойман рефери, что привело к дисквалификации Ортона, который после матча напал на Роудса и Дибиаси, который пытался помочь Роудсу. На Raw 15 февраля Ортон сразился с Шимусом в матче-реванше без титула на кону, но снова был дисквалифицирован после вмешательства Роудса и Дибиаси. Во время матча за чемпионство WWE на Elimination Chamber, Роудс вмешался, передав Дибиаси свинцовую трубу через клетку. Дибиаси ударил Ортона трубой и исключил его из матча. На следующий вечер на Raw Ортон атаковал Роудса и Дибиаси во время командного матча, а они в отместку атаковали Ортона на следующей неделе. Это привело к матчу «тройная угроза» на WrestleMania XXVI, в котором Ортон победил Роудса и Дибиаси.

#### Dashing (2010—2011)

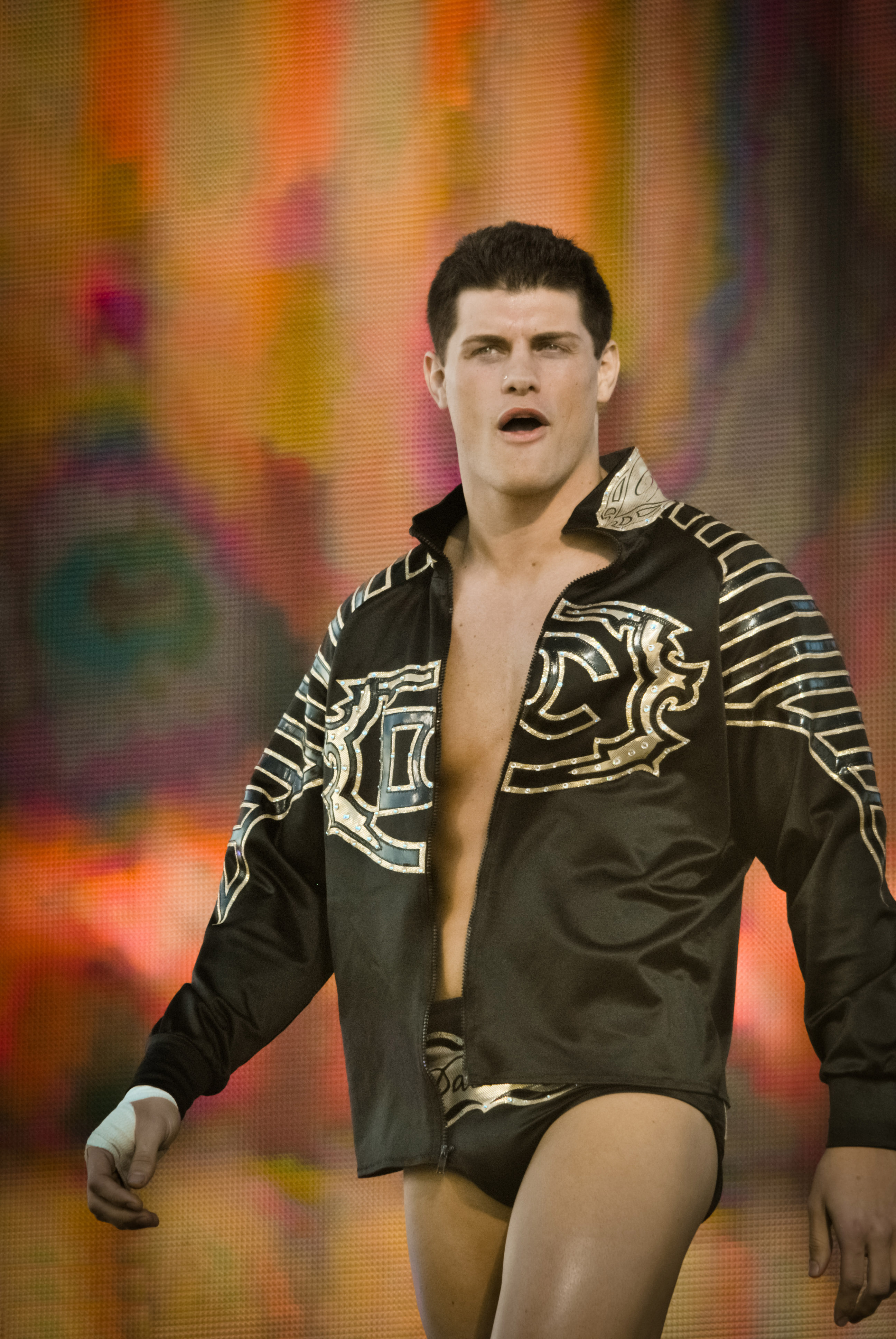
«Dashing» Коди Роудс в 2010 году

В ходе дополнительного драфта WWE 2010 года Роудс был переведён на SmackDown. Он дебютировал на бренде 30 апреля, победив Джона Моррисона. На следующей неделе на SmackDown Роудс принял участие в турнире за вакантный титул интерконтинентального чемпиона WWE, но в полуфинале проиграл Кристиану. Во втором сезоне NXT Роудс был наставником Хаски Харриса, рестлера в третьем поколении. Роудс участвовал в матче Money in the Bank на первом в истории одноимённом PPV-шоу, но неудачно, так как матч выиграл Кейн.
На SmackDown 25 июня Роудс начал использовать новый самовлюблённый образ, утверждая, что он самый красивый рестлер в WWE и требуя, чтобы его называли Dashing (в переводе с англ. — «лихой, привлекательный») Коди Роудсом. В рамках этого образ в эфир стали выходить ролики, в которых Роудс давал «советы по уходу за собой». Он очень берег своё лицо во время матчей; если его били по лицу, он впадал в ярость и проверял себя в зеркале. В сентябре он напал на Кристиана вместе с Дрю Макинтайром после матча, и этот дуэт также напал на Мэтта Харди, образовав альянс. В сентябре на Night of Champions Роудс и Макинтайр стали командными чемпионами WWE. На Bragging Rights Роудс и Макинтайр проиграли титул команде «Нексус» (Джон Сина и Дэвид Отунга). На SmackDown 29 октября, проиграв командный матч, Роудс и Макинтайр расторгли своё партнёрство.
21 января 2011 года Роудс встретился с Реем Мистерио в матче, во время которого Мистерио ударил Роудса по лицу своей открытой коленной пластиной и сломал Роудсу нос, в результате чего Роудс заявил, что он больше не привлекательный и ему требуется операция по восстановлению лица. Роудс на несколько недель исчез с телевидения. После возвращения он надел на лицо прозрачную защитную маску и в сговоре со своим отцом напал на Мистерио и снял с него маску на SmackDown 25 февраля. После этого Роудс регулярно использовал свою защитную маску в качестве оружия во время матчей, нанося удары головой в маске противникам. Роудс победил Мистерио в матче на WrestleMania XXVII 3 апреля. Они также встретились в матче с удержаниями где угодно на майском шоу Extreme Rules, победу в котором одержал Мистерио.

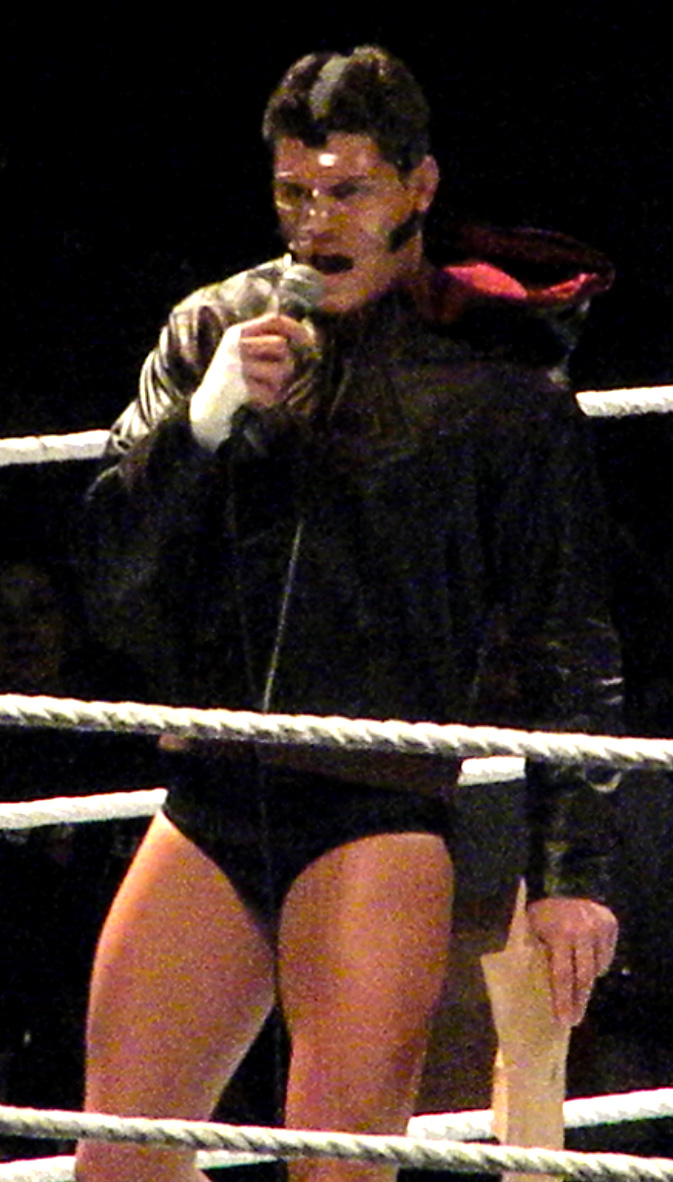
Роудс в защитной маске и с бумажным пакетом в руках в июне 2011 года

На последующих эпизодах SmackDown после WrestleMania XXVII Роудс с помощью ассистентов раздавал зрителям бумажные пакеты во время своих выступлений. Роудс требовал от зрителей надеть бумажные пакеты себе на голову, чтобы скрыть своё уРоудство и недостатки, потому что они его оскорбляют. Роудс также надевал бумажные пакеты на головы нескольким своим противникам после матчей с ними. Роудс реформировал свой альянс с Тедом Дибиаси на SmackDown 20 мая, и дуэт продолжил вражду с Син Карой и Дэниелом Брайаном. На втором ежегодном шоу Money in the Bank Роудс принял участие в матче Money in the Bank, но не смог победить, так как матч выиграл Брайан.

#### Интерконтинентальный чемпион (2011—2012)
На записи SmackDown 9 августа Роудс победил Иезекииля Джексона и завоевал интерконтинентальное чемпионство, свой первый одиночный титул в компании. На следующей неделе Роудс и Дибиаси вступили в словесную конфронтацию с Ортоном. На следующей неделе Роудс напал на Дибиаси после того, как тот проиграл Ортону одиночный матч, что положило конец их союзу и привело к матчу за титул интерконтинентального чемпиона между ними на Night of Champions, который выиграл Роудс. Одновременно Роудс начал вражду с Ортоном. 9 сентября на SmackDown Ортон победил Роудса, но 12 сентября на Raw Роудс победил Ортона, когда Марк Генри отвлёк Ортона. 23 сентября на SmackDown Роудс победил Ортона по дисквалификации, когда Ортон снял с Роудса маску и ударил его ею. После матча Ортон напал на Роудса с гонгом хронометриста, вызвав у него кровотечение. На следующей неделе на SmackDown Роудс заявил, что ему понадобилось девять скоб, чтобы закрыть рану.

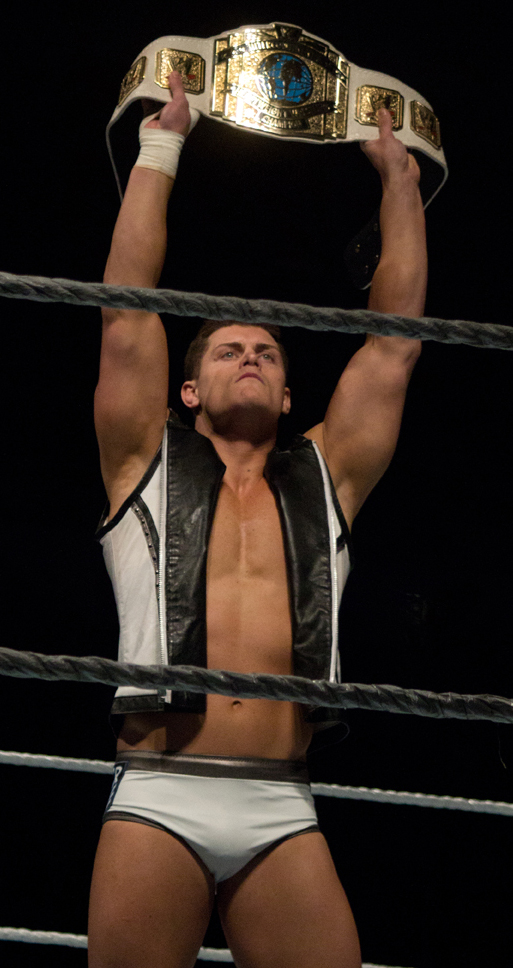
Роудс в качестве интерконтинентального чемпиона WWE в январе 2012 года

На Hell in a Cell 2 октября Роудс представил новый дизайн интерконтинентального чемпионства, включающий белый ремень и таблички, похожие на классический дизайн титула 1980-х годов, и успешно защитил его от Джона Моррисона. В течение октября Роудс продолжал враждовать с Ортоном, объясняя это тем, что Ортон плохо обращался с ним во время их совместной работы в составе «Наследия», лишив его титула чемпиона мира в тяжёлом весе и напав на него. На Vengeance Роудс был побеждён Ортоном в матче без титула на кону. На SmackDown 4 ноября Ортон победил Роудса в уличной драке, чтобы положить конец вражде; в процессе Ортон сломал маску Роудса. На Raw 14 ноября Роудс снова появился без маски, заявив, что Ортон освободил его, что означало конец его образу в маске. На Survivor Series Роудс остался выжившим с капитаном команды Уэйдом Барреттом в традиционном матче Survivor Series против команды Ортона.
Затем Роудс враждовал с комментатором SmackDown Букером Ти, несколько раз нападая на него сзади и успешно сохранив интерконтинентальное чемпионство в матчах против него на Tables, Ladders & Chairs и на SmackDown 6 января 2012 года. В «Королевской битве» 2012 года Роудс продержался более 40 минут и выбросил больше рестлеров, чем любой другой участник — шесть, прежде чем его выбросил Биг Шоу. На Elimination Chamber Роудс удержал Биг Шоу в матче Elimination Chamber за звание чемпиона мира в тяжёлом весе, после чего был удержан Сантино Мареллой. В последующие недели Роудс подчёркивал неудачи Биг Шоу на предыдущих шоу WrestleMania. На WrestleMania XXVIII Роудс проиграл интерконтинентальное чемпионство Биг Шоу, завершив его почти восьмимесячное чемпионство, длившееся 233 дня.
После поражения на WrestleMania у Роудса началась короткая полоса поражений, вызванная тем, что Биг Шоу отвлекал его во время матчей. Через четыре недели после потери титула Роудс вернул его себе на шоу Extreme Rules, победив Биг Шоу в матче со столами. На шоу Raw 7 мая Роудс сохранил свой титул в матче-реванше против Биг Шоу. Две недели спустя на Over the Limit Роудс проиграл интерконтинентальное чемпионство вернувшемуся Кристиану. Он проиграл Кристиану в матче-реванше за титул на No Way Out. На SmackDown 29 июня Роудс и Дэвид Отунга были побеждены Кристианом и чемпионом Соединённых Штатов Сантино Мареллой в квалификационном матче к Money in the Bank. После этого Роудс заявил, что он не проиграл и потребовал ещё один шанс. Четыре дня спустя на Super SmackDown Live совет директоров WWE предоставил Роудсу ещё один шанс, и он победил Кристиана, чтобы получить место в матче. На Money in the Bank он не получил кейс, так как матч выиграл Дольф Зигглер. 16 сентября на Night of Champions Роудс не смог отнять интерконтинентальное чемпионство у Миза в матче, в котором также участвовали Рей Мистерио и Син Кара.

#### «Стипендиаты Роудса» (2012—2013)

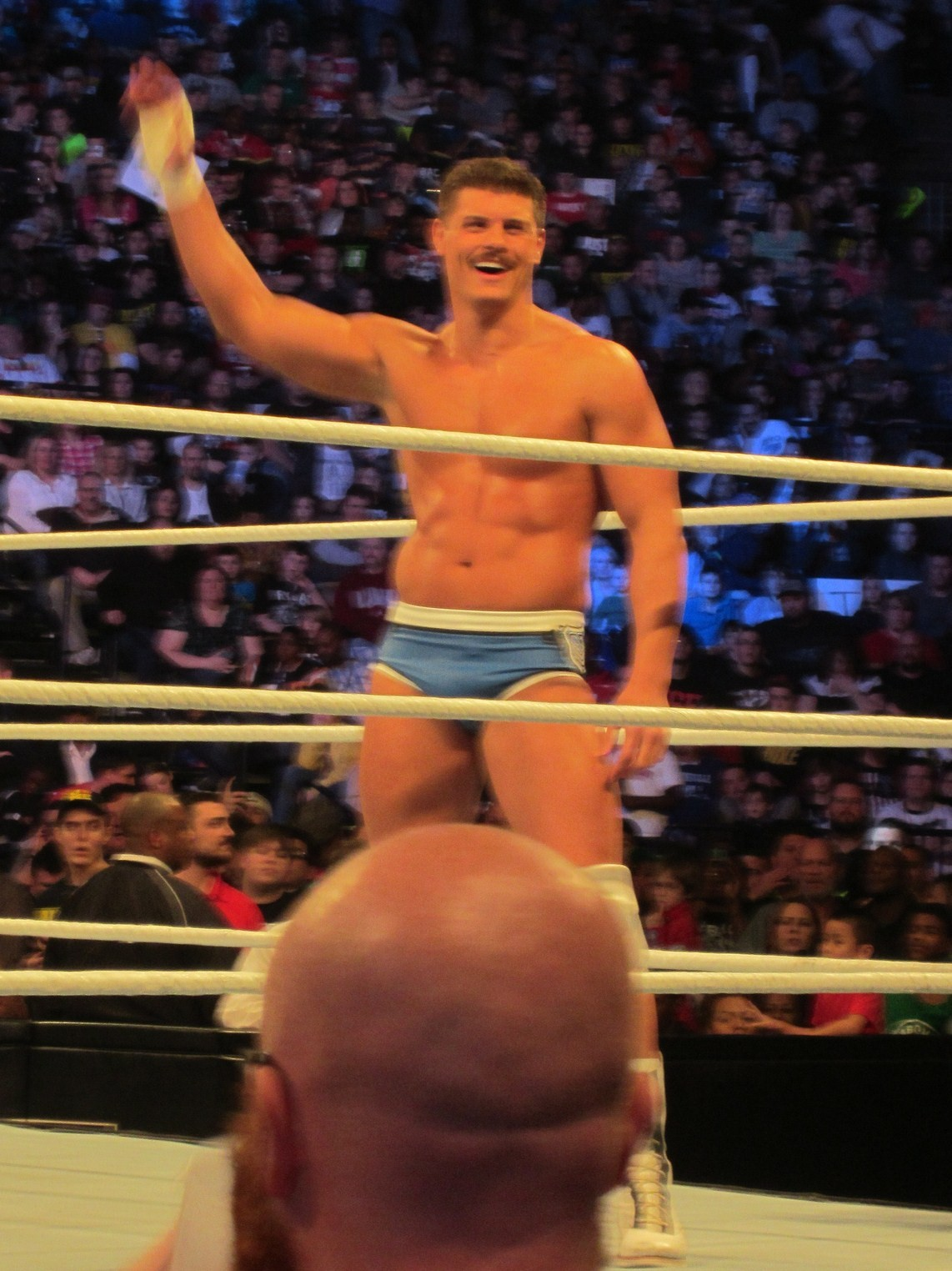
Роудс с усами после возвращения после травмы

Затем на Raw 24 сентября Роудс объединился с Дэмиеном Сэндоу и напал на командных чемпионов Hell No (Дэниел Брайан и Кейн). Команда, известная как «Стипендиаты Роудса», выиграла турнир и стала претендентами номер один на командное чемпионство, но дважды потерпела поражение от чемпионов. Роудс получил сотрясение мозга и растяжение плеча, в результате чего он был снят с традиционного матча Survivor Series.
После возвращения после травмы, у него появились усы, и они с Сэндоу работали в команде, дважды столкнувшись с чемпионами Hell No: один раз на Main Event, а другой — на Royal Rumble. К ним также присоединились близняшки Белла, когда они начали враждовать с «Тоннами фанка» (Бродус Клей и Тенсай) и «Фанкадактилями» (Кэмерон и Наоми). Первоначально эти две команды должны были встретиться друг с другом в матче смешанных команд 7 апреля на WrestleMania 29, но из-за нехватки времени матч был отменён. Вместо этого матч состоялся на следующий вечер на Raw, где победу одержали противники «Стипендиатов».
14 июля на Money in the Bank Роудс участвовал в матче Money in the Bank, который выиграл Дэмиен Сэндоу после того, как Сэндоу отвернулся от Роудса и сбросил его с лестницы как раз в тот момент, когда Роудс собирался выиграть матч. На следующий вечер на Raw Роудс напал на Сэндоу и распустил команду «Стипендиаты Роудса», впервые с 2008 года став фейсом. Они враждовали из-за кейса, который Роудс выбросил в Мексиканский залив. 18 августа на SummerSlam, теперь уже без усов, Роудс победил Сэндоу в одиночном матче, а на следующий вечер снова сделал это на Raw.

#### «Братство» (2013—2014)

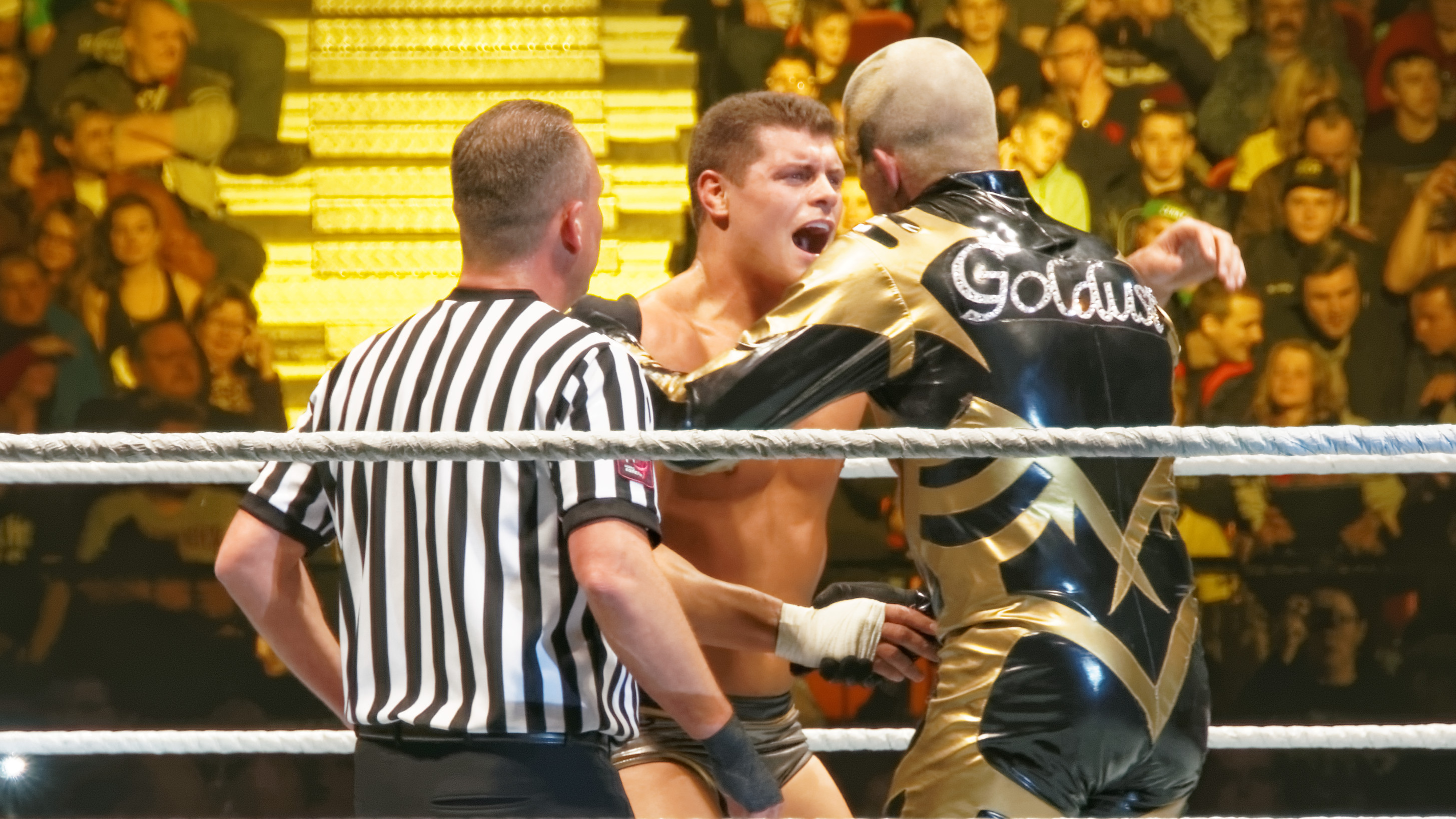
В 2013 году Голдаст вернулся в WWE, объединившись со своим сводным братом Коди

В сентябре 2013 года Роудс начал сюжетную линию со своим братом Голдастом против Трипл Эйча. После того, как Роудс потерпел поражение от Ортона, он был сюжетно уволен. Это было сделано для того, чтобы дать Роудсу время на свадьбу и медовый месяц с Брэнди Рид. В течение следующих нескольких недель брат Роудса Голдаст также проиграл Ортону, причём на кону стояло восстановление Коди на работе, а его отец Дасти Роудс был нокаутирован Биг Шоу. В ответ на это братья Роудс ворвались на Raw, напав на «Щит».
6 октября на Battleground Роудс и Голдаст победили командных чемпионов WWE, Романа Рейнса и Сета Роллинса, в матче без титула на кону с условием, что они будут восстановлены на работе. После этого братья Роудс выиграли и удерживали титул в течение месяца, пока не проиграли их на Royal Rumble команде «Изгои нового века».

#### Стардаст, творческое разочарование и уход (2014—2016)
На Raw 16 июня Роудс дебютировал в новом образе Стардаста (имя, которое ранее использовал его отец во времена American Wrestling Association), с гримом на лице, комбинезоном и манерами, похожими на манеры Голдаста. На Raw 18 августа Стардаст и Голдаст победили командных чемпионов WWE братьев Усо в нетитульном матче. Это привело к реваншу на Raw 25 августа, в котором Стардаст и Голдаст победили Усо по отсчёту, но не выиграли титулы. После матча Стардаст и Голдаст напали на Усо. На Night of Champions Стардаст и Голдаст победили Усо и стали командными чемпионами WWE во второй раз. На Hell in a Cell они успешно провели реванш против Усо. В следующем месяце на Survivor Series они проиграли титул Дэмиену Миздоу и Мизу в четырёхстороннем командном матче, в котором также участвовали Усо и «Лос Матадорес», а также проиграли матч-реванш на следующий вечер на Raw. На TLC они проиграли недавно сформированной команде «Новый день».

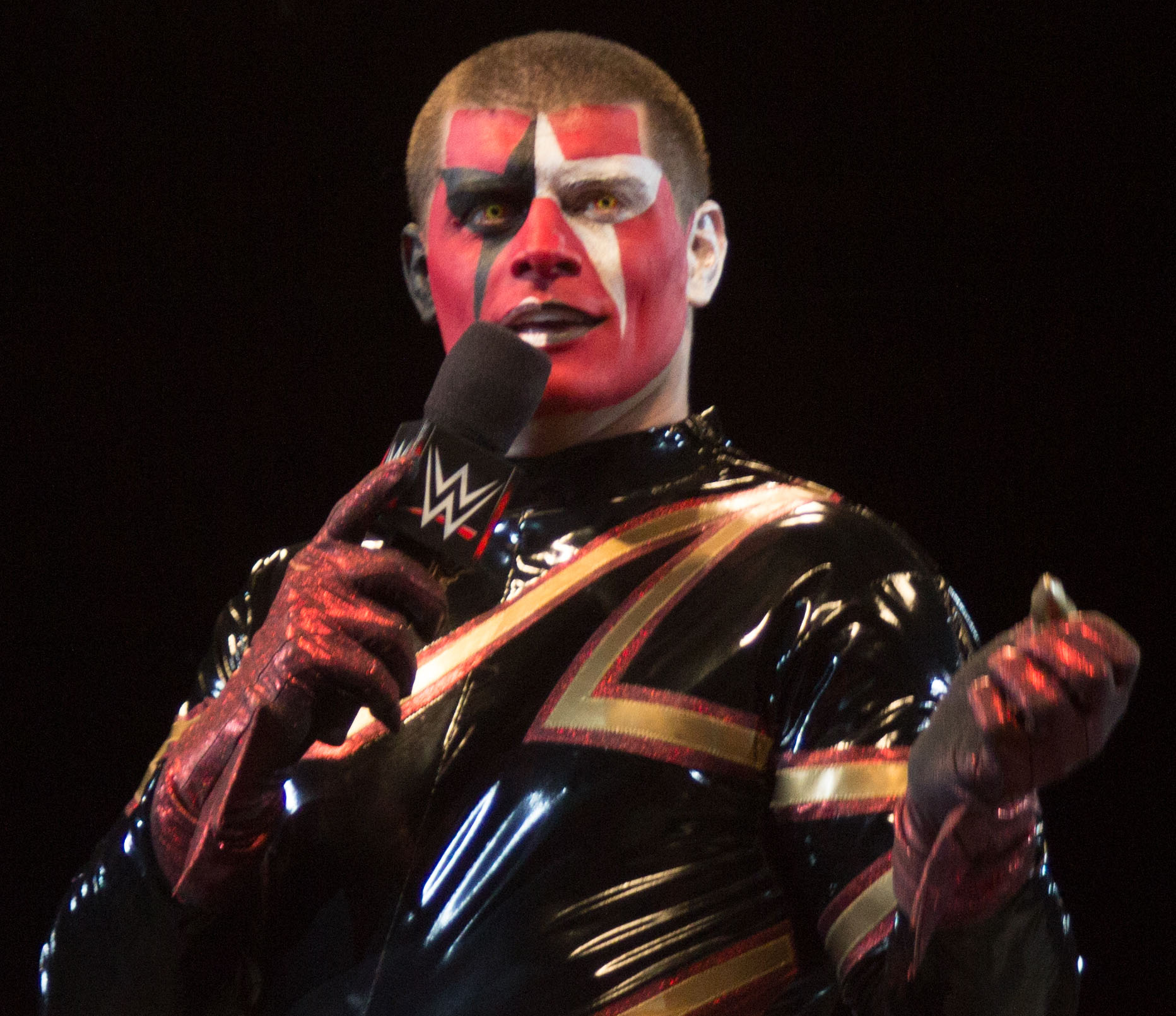
В середине 2014 года Роудс использовал образ Стардаста.

В феврале команда распалась после того, как Стардаст исполнил «Кросс Роудс» на Голдасте. Это привело к матчу между Голдастом и Стардастом на Fastlane, который выиграл Голдаст. Братья пытались провести матч на WrestleMania 34, но председатель WWE Винс Макмэн не стал организовывать матч, так как посчитал, что матч недостаточно хорош для WrestleMania.
Персонаж Стардаста со временем стал похож на суперзлодея из комиксов, что привело к его сюжетному соперничеству с актёром Стивеном Амеллом, который переименовал свой финишный приём в «Арбалет Королевы» в честь Оливера Куина, персонажа Амелла из сериала «Стрела». На SummerSlam Стардаст и Уэйд Барретт потерпели поражение в командном матче от Амелла и Невилла. Затем он начал работать с «Вознесением», образовав группировку «Космическая пустошь». На Night of Champions они победили Невилла и «Луча-драконов» на пре-шоу.
С сентября по май он работал на телевидении и PPV-шоу в незначительных сюжетных линиях и проигрывал. На WrestleMania 32 Стардаст участвовал в матче с лестницами за интерконтинентальное чемпионство, который выиграл Зак Райдер. 21 мая 2016 года Роудс сообщил в Твиттере, что он подал заявление об уходе из WWE, которое было официально удовлетворено на следующий день. Причиной своего ухода Роудс назвал разочарование в творческом отделе WWE и своё положение в компании, отметив, что он более шести месяцев «умолял» сценаристов прекратить использование образа Стардаста и предлагал множество сюжетных идей, которые были проигнорированы. Размышляя о карьере Роудса в WWE, Дэйв Мельтцер из Wrestling Observer написал, что после окончания карьеры в «Наследии» Роудс «использовался как рестлер низшего и среднего звена в нескольких меняющихся ролях», добавив, что «его карьера пошла в никуда, и его использовали не лучшим образом». Джеймс Колдуэлл из Pro Wrestling Torch написал, что Роудс «в течение последнего года или около того барахтался в роли Стардаста, в основном попадая на Superstars или Main Event». Джейсон Пауэлл из Pro Wrestling.net отметил, что решение Роудса уйти было «удивительным в том смысле, что Коди и его семья так долго работали на WWE». Тем временем Дэйв Шерер из Pro Wrestling Insider написал: «Не могу сказать, что я хоть немного виню его. Даже ни капельки. WWE так и не дала ему настоящего шанса, и это просто печально для меня». В сентябре 2019 года Роудс рассказал о реакции исполнительного вице-президента WWE Трипл Эйча на его уход из WWE, где Роудс заявил:
Хантер принял это очень близко к сердцу, потому что он так много сделал для моего отца в NXT. Был один разговор, в котором он сказал: «Я потрясен, что ты так себя чувствуешь после всего, что я сделал для твоей семьи». Но я сказал ему: «Я не мой отец. Я не могу оставаться здесь из лояльности к вам за то, что вы дали моему отцу работу в 2005 году. Я понимаю это, и маленький мальчик во мне очень ценит то, что ты сделал для моего отца. Но я не он. Его здесь больше нет. Я должен быть собой». Я думаю, Хантер был в рестлинге достаточно долго, чтобы понять: «О, всё серьёзно. Он не просит больше денег. Он не просит титул. В данный момент ничто не имеет значения». Я позволил пожару стать слишком сильным, прежде чем что-то сказать, если в этом был какой-то смысл.
Несмотря на это, Роудс после своего ухода из WWE неизменно отзывался о ней хорошо, добавляя, что между ним и компанией нет никаких обид и что любые решения, которые компания принимает в отношении него, в основном основаны на бизнес-необходимости. В частности, WWE изменила дизайн пояса интерконтинентального чемпиона (дизайн которого в 2011—2019 годах был представлен в сюжетной линии Роудсом) в 2019 году примерно в то же время, когда была запущена AEW, что было совпадением, а не попыткой отделиться от Роудса, поскольку сам Роудс признавал, что физически пояс все равно должен был быть изменён.

### Независимая сцена (2016—2018)
После ухода из WWE Роудс продолжал работать под своим именем на независимой сцене, но часто опускал свою фамилию, чтобы избежать конфликта с WWE. Первый матч Роудса после WWE состоялся 19 августа на Evolve 66 в Джоппе, Мэриленд, где он победил Зака Сейбра-младшего при помощи болевого приёма. После матча Роудс вызвал Дрю Галлоуэя. На следующий день он проиграл Крису Хиро.

#### All In (2017—2018)
В мае 2017 года рестлинг-журналист Дэйв Мельтцер дал комментарий, что ни один американский рестлинг-промоушен кроме WWE не сможет организовать шоу, на которое будут куплены 10 000 билетов. На комментарий в ноябре того года отреагировали Роудс и «Янг Бакс» (Мэтт и Ник Джексон), которые были ведущими звёздами, работавшими среди прочего в Ring of Honor (ROH). В сентябре 2018 года при поддержке промоушена и на его оборудовании они организовали и провели независимое шоу по рестлингу под названием All In, в котором приняли участие американские, мексиканские, канадские и японские рестлеры, не связанные контрактными обязательствами с WWE. Среди них были легендарный лучадор Рей Мистерио и даже актёр Стивен Амелл. Роудс на шоу одолел Ника Алдиса и выиграл чемпионство мира NWA в тяжёлом весе, став лишь первым рестлером в истории, который смог выиграть мировой титул NWA, которым ранее владел его отец. Шоу All In получило признание, в результате появилось много слухов о том, что Коди и Джексоны создадут собственный рестлинг-промоушен.

### Ring of Honor (2016—2018)

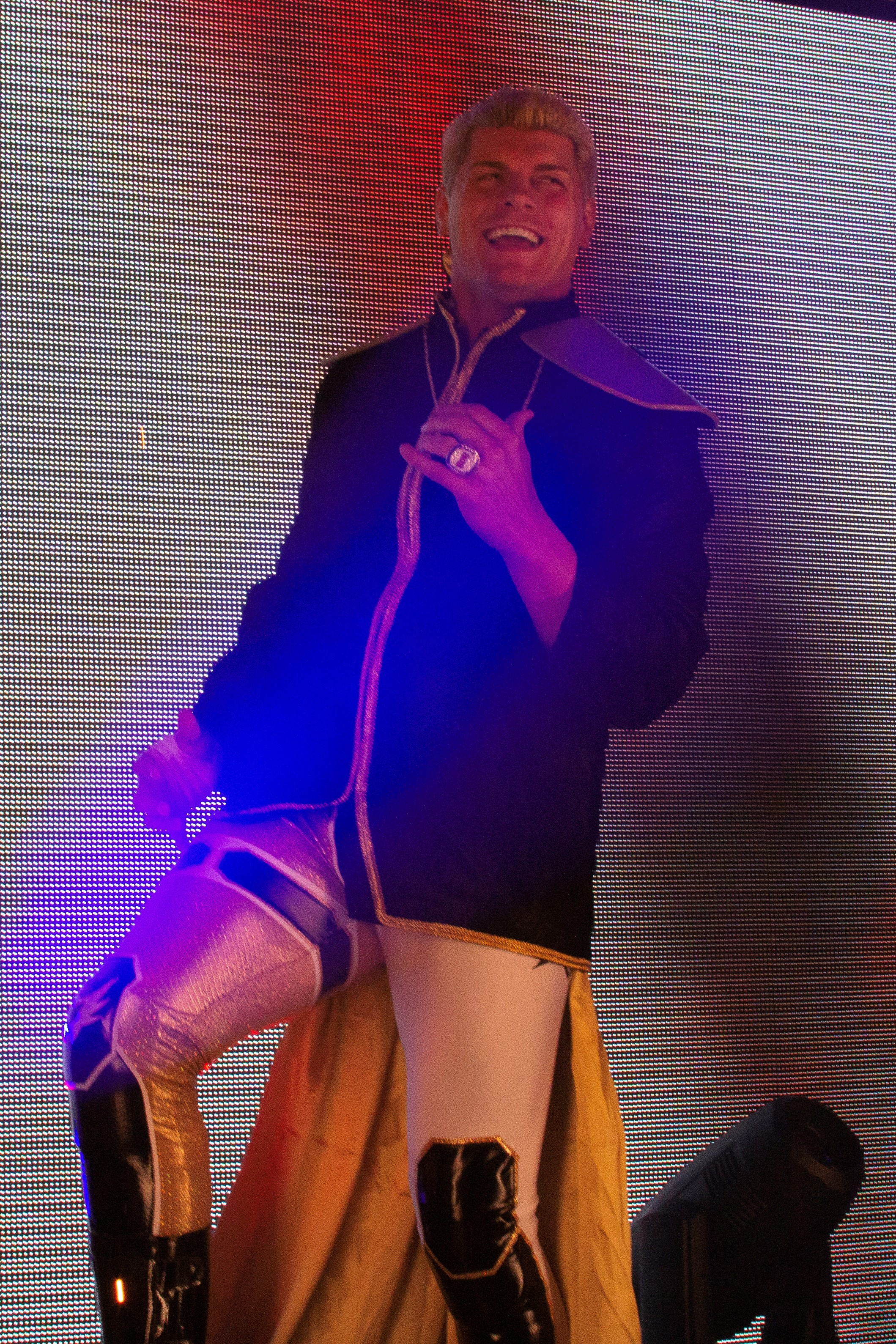
Коди на шоу Ring of Honor в 2018 году

19 июля 2016 года Роудс объявил, что он выступит 2 декабря на PPV-шоу Ring of Honor (ROH) Final Battle. ROH сделала официальное объявление на следующий день. На шоу Роудс, которого представили просто как Коди, победил Джея Литала после удара ниже пояса, а затем напал на Лмтала, старшего рефери Тодда Синклера, насмехался над фанатами ROH и толкнул комментатора ROH Стива Корино. В эпизоде Ring of Honor Wrestling от 18 января Коди победил Корино. На Supercard of Honor XI 1 апреля Коди победил Джея Литала в матче с техасским ремнём. Позже ночью он напал на бывшего чемпиона мира ROH Кристофера Дэниелса. 12 мая на War of the Worlds Коди безуспешно боролся с Кристофером Дэниелсом за титул чемпиона мира ROH в трехстороннем матче с участием Джея Литала. 23 июня на Best in the World Коди победил Дэниелса и стал новым чемпионом мира ROH, завоевав первое мировое чемпионство в своей карьере. Коди также был объявлен первым членом семьи Роудс, завоевавшим титул чемпиона мира за 31 год. Коди и Дасти — второе сочетание отца и сына, выигравших главные мировые чемпионаты в США после Фрица и Керри фон Эрихов.
23 сентября было подтверждено, что Коди подписал многолетний контракт с ROH. 15 декабря на Final Battle Коди, теперь уже с обесцвеченными светлыми волосами, проиграл титул чемпиона мира ROH Далтону Каслу. 21 июля 2018 года он и его товарищи из Bullet Club «Янг Бакс» победили «Королевство» и выиграли командное чемпионство мира ROH среди трио. После 106-дневного чемпионство и двух успешных защит титула Коди и «Баксы» проиграли «Королевству» на Survival of the Fittest 4 ноября. Коди встретился с Джеем Литалом в матче за титул чемпиона мира ROH на Final Battle, но проиграл матч. На следующий день Коди покинул ROH.

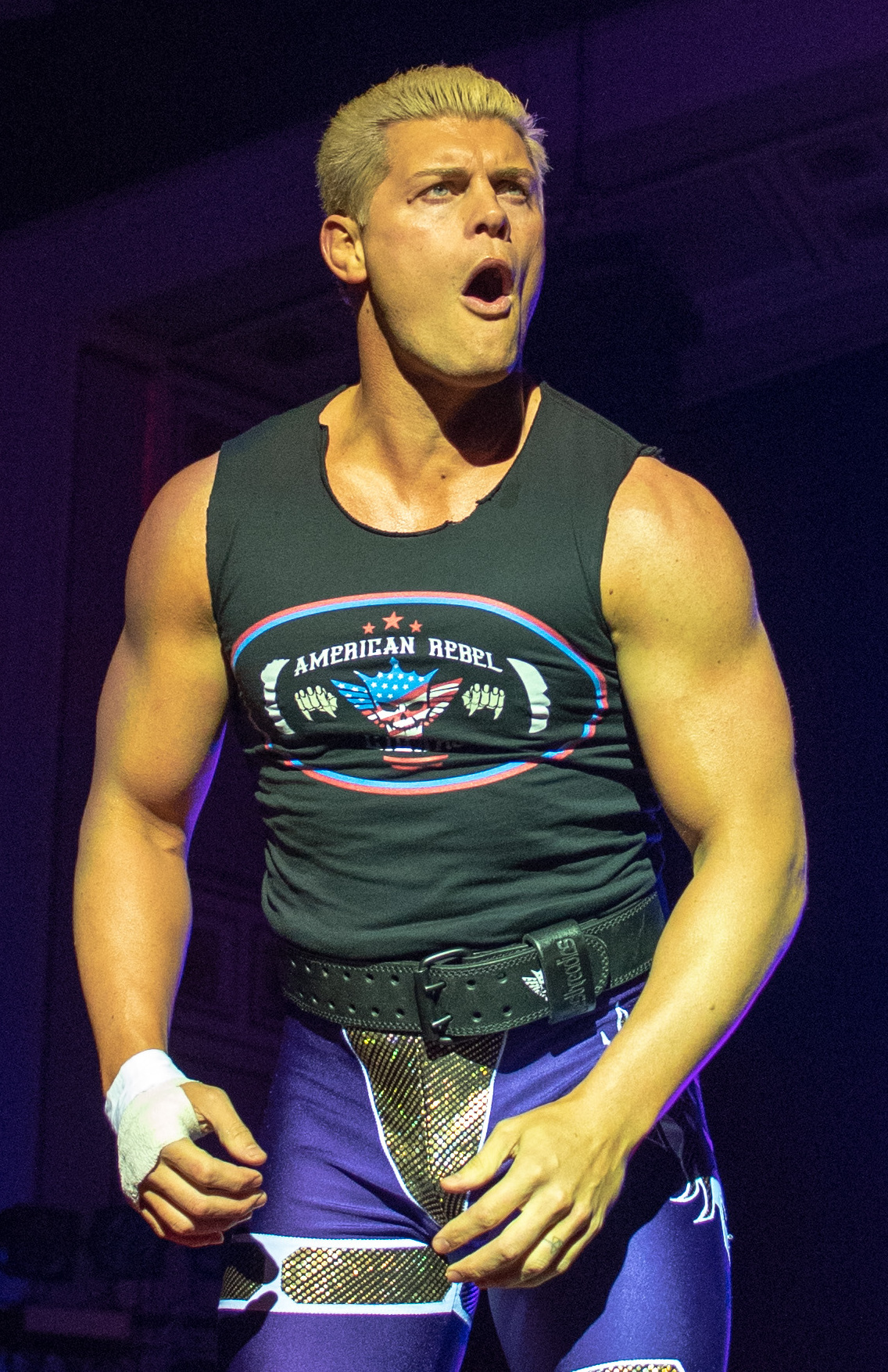
Коди в ноябре 2018 года

### Total Nonstop Action Wrestling / Impact Wrestling (2016—2017)
Ожидалось, что Роудс будет участвовать в шоу Total Nonstop Action Wrestling (TNA) и одновременно работать в ROH, причем обе сделки будут неэксклюзивными. 22 сентября TNA подтвердила, что Роудс, которого называли Коди, дебютирует в промоушене 2 октября на Bound for Glory. На Bound for Glory Коди, вместе со своей женой Брэнди Роудс, дебютировал в качестве фейса, напав на Майка Беннетта и его жену Марию, что положило начало вражде между этими двумя парами. В эпизоде Impact Wrestling от 6 октября Коди сделал речь, в которой заявил, что у него есть шанс стать чемпионом мира TNA в тяжёлом весе, но Беннетт и Мария прервали его, и сегмент закончился дракой. На эпизоде Impact Wrestling от 13 октября Коди дебютировал на ринге, победив Беннетта. В эпизоде Impact Wrestling от 20 октября Коди бросил вызов Эдди Эдвардсу за титул чемпиона мира в тяжёлом весе, но проиграл матч. 27 октября на Impact Wrestling Коди и Брэнди победили Беннетта и Марию. После матча на Коди за кулисами напал Лэшли, и это было сделано для того, чтобы убрать его с экранов.
Коди вернулся на эпизоде Impact Wrestling от 23 февраля 2017 года, вызвав Лося, чтобы поблагодарить его за помощь его жене Брэнди, пока он отсутствовал. Узнав, что у Брэнди есть номер телефона Лося, Коди напал на Лося и стал хилом. На эпизоде Impact Wrestling от 30 марта Коди безуспешно сразился с Лосем за титул гранд-чемпиона Impact. Вскоре после этого контракт Роудса с промоушеном закончился.

### New Japan Pro-Wrestling (2016—2019)
10 декабря 2016 года Роудс, которого окрестили «Американским кошмаром» Коди, появился на финале World Tag League от New Japan Pro-Wrestling (NJPW) с помощью видеосообщения, объявив себя новым членом Bullet Club. 4 января 2017 года Коди победил Джуса Робинсона в своем дебютном матче на Wrestle Kingdom 11 в «Токио Доум». Коди вернулся в NJPW в феврале во время совместного шоу NJPW и ROH Honor Rising: Japan 2017. После победы над Майклом Элгином на Dominion 6.11 11 июня Коди бросил вызов Кадзутике Окаде на матч за титул чемпиона IWGP в тяжёлом весе. Матч состоялся 1 июля на G1 Special в США, победу одержал Окада. Во время финала G1 Climax 27 13 августа Коди и его товарищ по Bullet Club Палач Пейдж безуспешно сразились с «Военной машиной» (Хэнсон и Рэймонд Роу) за командное чемпионство IWGP.

Во время совместной работы в NJPW Роудс и Кенни Омега постоянно сталкивались за контроль над Bullet Club, кульминацией стало нападение Роудса на Омегу на The New Beginning in Sapporo, что привело к «гражданской войне» в группировке

4 января 2018 года на Wrestle Kingdom 12 Коди встретился с Котой Ибуcи, но проиграл. На The New Beginning в Саппоро он напал на Кенни Омегу с помощью Пейджа, но в итоге был остановлен Ибуси. Это привело к матчу на G1 Special в Сан-Франциско 7 июля, где Коди безуспешно бросил вызов Омеге за титул чемпиона IWGP в тяжёлом весе. После матча «Стрелковая бригада BC» в составе Короля Хаку, Танги Лоа и Тамы Тонги напали на Омегу и остальных членов Bullet Club, Коди отказался помогать нападавшим и после этого обнял членов Bullet Club. На Fighting Spirit Unleashed Коди победил Джуса Робинсона и выиграл чемпионство Соединённых Штатов IWGP в тяжёлом весе, свой первый титул в NJPW. 8 октября на King of Pro-Wrestling Коди снова не удалось победить Омегу в трехстороннем матче с участием Коты Ибуси. 24 октября Коди объявил, что он больше не связан с Bullet Club, и продолжит работать в команде с Омегой, «Янг Бакс», Палачом Пейджем и Марти Скёрллом как «Элита». На Wrestle Kingdom 13 4 января 2019 года Коди проиграл чемпионство Соединённых Штатов Робинсону. 7 февраля его профиль был удален с сайта NJPW.

### All Elite Wrestling (2019—2022)
О создании AEW было сообщено 1 января 2019 года в эпизоде «Быть элитой», веб-сериале на YouTube. Коди, а также Мэтт и Ник Джексон, все вместе известные как «Элита», являются первыми сотрудниками промоушена. Вместе с Кенни Омегой они также являют исполнительными вице-президентами AEW. 25 мая 2019 на первом шоу AEW Double or Nothing Коди победил своего брата — Дастина Роудса[5] в пятизвёздочном матче, после матча Коди и Дастин объединились.
26 января 2022 года На специальном Шоу AEW Dynamite Beach break сразился в Лестничном матче за временный титул TNT против Семми Гевара и проиграл. Матч получил оценку 5 звёзд от WON это был последний матч Роудса в AEW.
15 февраля 2022 года Роудс и его жена Бренди покинули AEW.

### Возвращение в WWE (2022)

Возвращение Коди Роудса на WrestleMania 38

Вернулся в WWE 2 апреля 2022 году на WrestleMania 38, победив Сета Роллинса. В рамках уик-енда WrestleMania Коди был одним из самых популярных рестлеров с точки зрения продажи сувенирной продукции: был распродан весь мерчендайз, который был выставлен на продажу. Днем позже открыл шоу WWE Raw, обозначив претензии на Чемпионский титул. После завершения телевизионных съемок принял участие в «тёмном» матче, одолев Кевина Оуэнса. На следующее Премиум-шоу WWE «WrestleMania Backlash» был назначен его матч-реванш против Сета Роллинса. В нём победу снова одержал Коди Роудс. 13 мая в сети появился новый постер следующего премиум-шоу Hell in a Cell. После того, как Роман Рейнс был снят с анонса шоу, Коди Роудс был помещен на первый план постера, став его центральной фигурой. Третий матч Роллинсу и Роудсу назначили на Премиум-шоу Hell in a Cell, причем это был матч по правилам «Адской клетки». За день до шоу Коди был снят с карда домашнего шоу в Шампейне по причине травмы большой грудной мышцы. В день шоу официальный сайт WWE подтвердил, что травма реальна и серьёзна: полный разрыв сухожилия грудной мышцы с правой стороны. Несмотря на это Коди принял решение выйти на матч, который выиграл, одержав таким образом третью победу подряд над Сетом Роллинсом. Самоотверженный матч Роллинса и Роудса был высоко оценён обозревателями. В частности, Дэйв Мельтцер из издания Wrestling Observer выставил матчу пять звезд. На шоу Raw после Hell in a Cell Роудс обратился к зрителям, признал, что получил травму и пошутил, что лишь чудо может помочь ему выиграть кейс Money in the Bank на следующем Премиум-шоу WWE. Роллинс вышел на ринг, чтобы похвалить Коди, но в итоге напал на него, избил кувалдой и нанес сюжетную травму. Из зала при этом Роудс ушел сам, отказавшись от помощи. На последовавшем SmackDown объявили, что процесс выздоровления Роудса займет 9 месяцев.

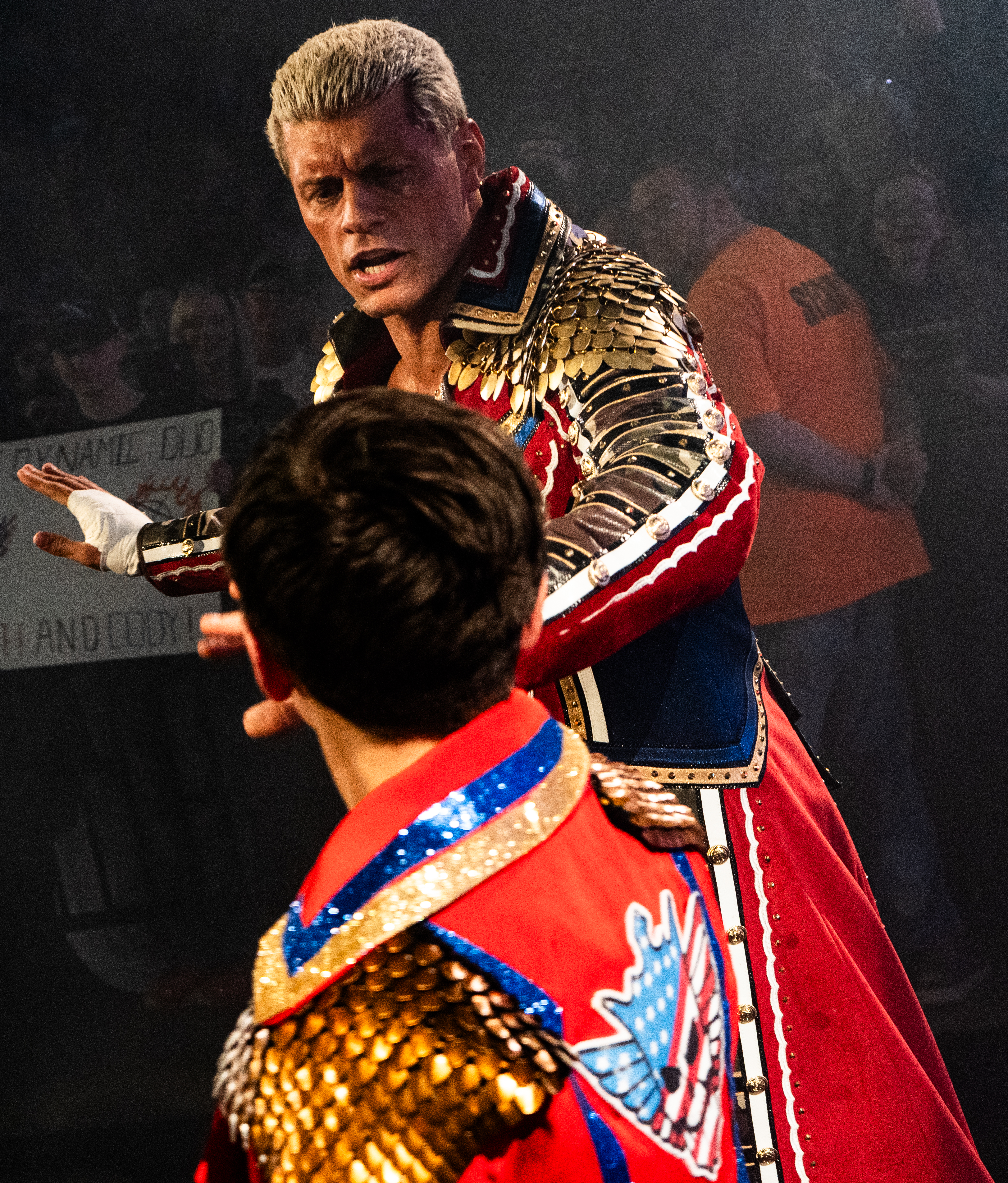
Роудс с фанатом в 2024 году

21 июля 2022 года в ESPN подвели итоги сезона и вручили премии ESPY. Возвращение Роудса на WrestleMania выиграло премию за лучший момент WWE.

## В других медиа
В июле 2009 года Роудс, совместно с Крисом Джерико и Джоном Синой работал одним из участников компании Be a Superstar, которую проводила компания Gillette. Тур проходил в течение четырёх месяцев. В августе 2009 года Роудс, совместно с Тэдом Дибиаси, Биг Шоу и Великим Кали присутствовал на шоу Конана О’Брайана.
В июле 2016 года было объявлено, что Роудс появится в качестве камео в одном из эпизодов 5 сезона сериала «Стрела». Получил роль в фильме «Голый пистолет» (2025).

## Личная жизнь

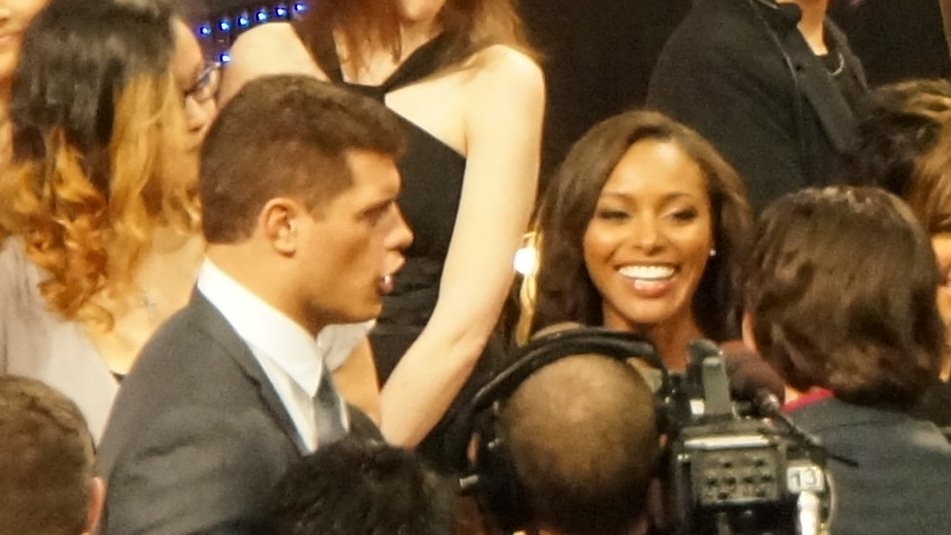
Коди и его жена Брэнди в апреле 2014

Раннелс является сыном Дасти Роудса, а также единокровным братом рестлера WWE Дастина Роудса, известного на ринге, как Голдаст. Также у него есть сестра Кристин Дитто, чирлидер Даллас Ковбойз. 31 марта 2007 на церемонии приглашения в Зал славы WWE, Коди и Дастин сопровождали своего отца на данном мероприятии. Среди родственников Роудса также Джерри Сэгс и Фрэд Оттман, также он крестник Магнума Ти. Эй..
Коди носит на ботинках символ Triforce из серии компьютерных игр The Legend of Zelda. Также он не раз заявлял, что любит по нескольку раз проходить игры из данной серии. Роудс является с детства большим поклонником комиксов, а при выборе стиля борьбы опирался на персонаж Архангела из «Людей Икс».
19 ноября 2012 года Коди, находясь на больничном после травмы, сделал предложение коллеге по WWE Брэнди Рид. В сентябре 2013 года Коди и Брэнди поженились. 18 июня 2021 года у супругов родилась дочь Либерти Айрис Раннелс.

## Любимые приёмы
- Завершающие приемы
  - Как Коди Роудс

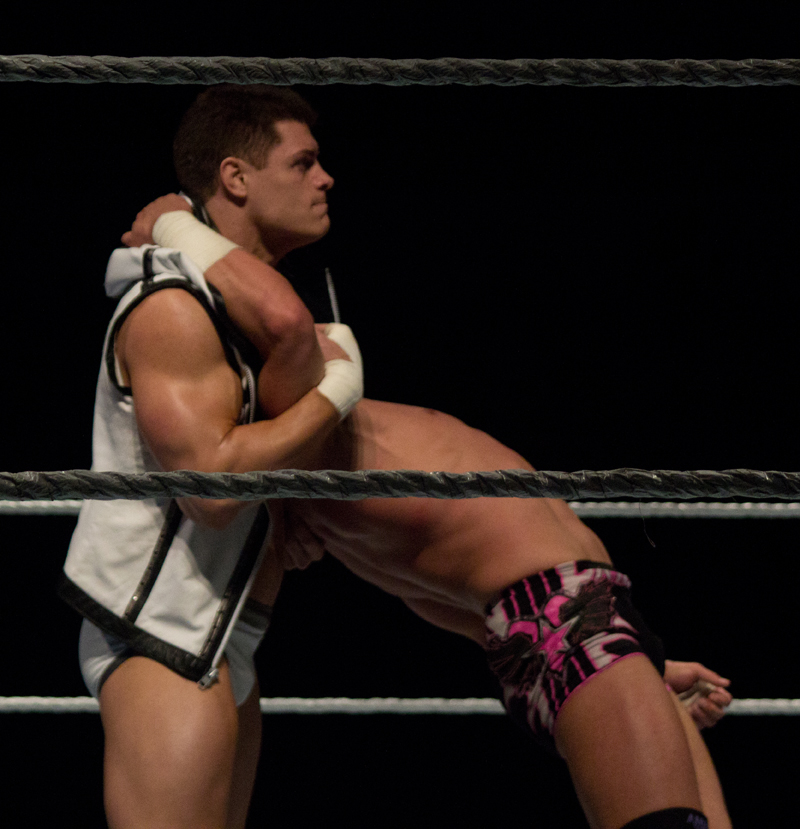
Роудс проводит Cross Rhodes на Тайсоне Кидде

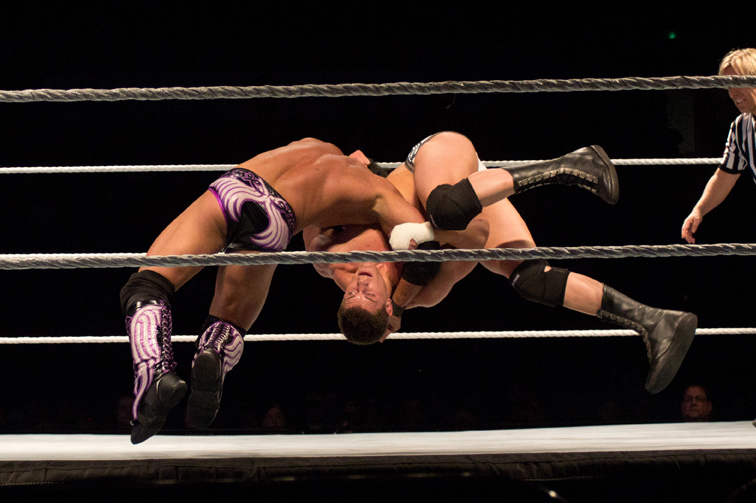
Роудс завершает Cross Rhodes на Джастине Гэбриеле

    - American Nightmare (Modified figure-four leglock) — 2016—н.в
    - Beautiful Disaster (Springboard roundhouse kick) — иногда как коронный приём
    - Cross Rhodes (Rolling cutter) — 2009—н.в
    - Silver Spoon DDT (Flowing DDT) — 2007—2009

  - Как Стардаст
    - Dark Matter (Modified reverse STO) — 2014—2015; на данный момент как коронный приём
    - Diamond Dust (Middle Rope Flip Cutter) — 2014; 2015—2016 — как коронный приём
    - The Queen’s Crossbow (Rolling cutter)
- Коронные приемы
  - Alabama Slam (Double Leg Slam)
  - Bulldog, иногда Diving
  - Briscoe Roll Up Pin — 2013—2014
  - Diving Moonsault Press
  - Dropdown Uppercut / Kick
  - Float-Over Russian Leg Seep
  - Figure Four Leg Lock
  - Knee Drop
  - Gourdbuster (Front Suplex, иногда Delayed)
  - Scoop Powerslam
  - Spaceman Plancha
  - The Falling Star (Springboard Fallling Senton)
  - Star Effect (Side Effect)
  - Swinging Neckbreaker
  - Superplex
  - Muscle Buster
  - Modified reverse STO
  - Inverted DDT
  - Wheelbarow Midsection Kick
  - Различные вариации приёма Dropkick
    - Standing
    - Slinsgshot Springboard
    - Missile
- Прозвища
  - «Dashing»[182]
  - «Undashing»
  - «Grotesque»
  - «The American Nightmare»
- Музыкальные темы
  - «Out To Kill» от Billy Lincoln (WWE июль 2007 — июнь 2008; март 2010 — июль 2010)[183]
  - «Priceless» от Джима Джонстона (WWE; июнь 2008 — январь 2009)[184]
  - «Priceless (remix)» от Джима Джонстона (WWE; январь 2009 — май 2009)[185]
  - «It’s a New Day» от Adelitas Way (WWE; июнь 2009 — марта 2010)[186][187]
  - «Smoke and Mirrors» от Matt White (WWE; июль 2010 — март 2011)[188]
  - «Only One Can Judge» от Джима Джонстона (WWE; март — октябрь 2011)
  - «Smoke and Mirrors» от Emphatic (WWE; ноябрь 2011 — октябрь 2013)[189]
  - «Gold and Smoke» от Джима Джонстона (WWE; октябрь 2013 — июнь 2014; (совместная тема с темой Голдаста))
  - «Written in the Stars» от Джима Джонстона (WWE; 16 июня 2014 — 21 мая 2016)
  - «Kingdom» от Downstait (AEW; 26 апреля 2019—2022; WWE; со 2 апреля 2022)

## Титулы и достижения

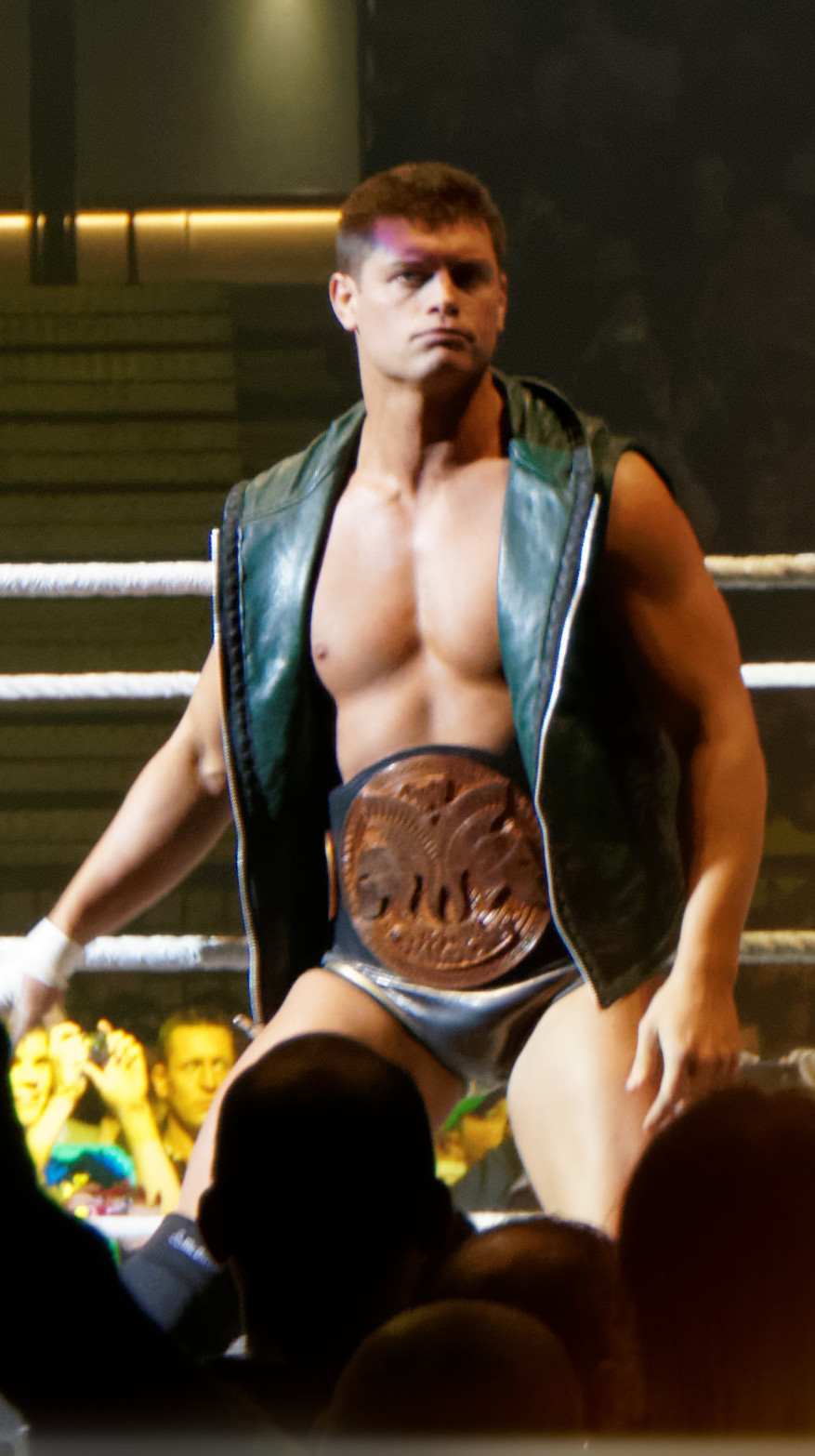
Коди во время владения титулом командного чемпиона WWE в ноябре 2013 года.

### Борьба
- Georgia State Tournament
  - Чемпион в категории до 86 кг (2003)[190]
  - Чемпион в категории до 86 кг (2004)[190]

### Рестлинг
- All Elite Wrestling
  - Чемпион TNT (3 раза, первый в истории)
- Alpha-1 Wrestling
  - Командный чемпион A1 (1 раз) — с Итаном Пейджем[191]
- Bullet Proof Wrestling
  - Чемпион BPW (1 раз)[192]
- CBS Sports
  - Промо года (2019) — На AEW Dynamite (7 ноября)[193]
  - Лучший оратор года (2019)[193]
- ESPN
  - Лучший момент WWE (2022) — возвращение в WWE на WrestleMania 38[194]
- Global Force Wrestling
  - NEX*GEN-чемпион GFW (1 раз)
- National Wrestling Aliance
  - Чемпион мира в тяжёлом весе NWA (1 раз)[129]
- Northeast Wrestling
  - Чемпион NEW в тяжёлом весе (1 раз)[195]
- New Japan Pro-Wrestling
  - Чемпион Соединённых Штатов IWGP в тяжёлом весе (1 раз)
- Ohio Valley Wrestling
  - Чемпион OVW в тяжёлом весе (1 раз)[190][196]
  - Командный чемпион юга OVW (2 раза) — с Шоном Спирсом[190][197]
  - Телевизионный чемпион OVW (1 раз)[190][198]
  - Четвёртый чемпион Тройной короны OVW
- Pro Wrestling Illustrated
  - Самый прогрессирующий рестлер года (2008)[199]
  - PWI ставит его под № 6 в списке 500 лучших рестлеров 2022 года
  - Матч года (2022) против Сета Роллинса на Hell in a Cell (2022)
- Ring of Honor
  - Чемпион мира ROH (1 раз)
  - Чемпион мира среди трио ROH (1 раз) — с Янг Бакс
- World Wrestling Entertainment/WWE
  - Чемпион WWE (2 раза, действующий)
  - Командный чемпион мира (3 раза) — с Хардкор Холли (1)[200] и Тедом Дибиаси (2)[201][202]
  - Командный чемпион WWE / WWE Raw (4 раза) — с Дрю Макинтайром[203], Голдастом (2) и с Джеем Усо (1)
  - Командный чемпион WWE SmackDown (1 раз) — с Джеем Усо
  - Интерконтинентальный чемпион WWE (2 раза)
  - Победитель «Королевской битвы» (2023, 2024)
  - «Король ринга» (2025)
  - Чемпион Тройной короны (2024)
  - Чемпион Crown Jewel (2024)
  - Slammy Award:
    - 2010 — в номинации «Выдающееся достижение в применении детского масла»
    - 2013 — в номинации «Команда года» (вместе с Голдастом)
- Wrestling Observer Newsletter
  - Худший гиммик Стардаст[204]
  - Самый ценный рестлер США и Канады (2023)[205]
  - Матч на 5 звезд пр. Дастин Роудс, на Double or Nothing (2019)[160]
  - Матч на 5 звезд пр. Сэмми Гевара, на AEW Beach Break[169]
  - Матч на 5 звезд пр. Сет Роллинс, на Hell in a Cell (2022)[169]